# Cerkiew Zmartwychwstania Pańskiego w Lewkowie Nowym
Cerkiew pod wezwaniem Zmartwychwstania Pańskiego – prawosławna cerkiew w Lewkowie Nowym. Należy do parafii Świętych Apostołów Piotra i Pawła w Lewkowie Starym, w dekanacie Hajnówka diecezji warszawsko-bielskiej Polskiego Autokefalicznego Kościoła Prawosławnego.
Cerkiew znajduje się na cmentarzu prawosławnym. Budowla murowana, wzniesiona w 1965 r., następnie rozbudowana. Po zakończeniu prac poświęcona 21 lipca 2018 r. przez biskupa hajnowskiego Pawła.